# Death Note (2017)
Death Note is een Amerikaanse horrorfilm uit 2017, geregisseerd door Adam Wingard. De film is gebaseerd op de gelijknamige manga van Tsugumi Oba en Takeshi Obata.

## Verhaal
De middelbare scholier Light Turner komt in het bezit van een mysterieus notitieboek. Na een ontmoeting met een Shinigami, genaamd Ryuk komt Turner erachter dat hij de nieuwe eigenaar is geworden van het boek met bovennatuurlijke krachten. Bij elke naam en hoe de persoon overlijdt die Turner in het boek schrijft zal ook vrij snel in het echt gebeuren. In korte tijd is Turner bezig om alle grote criminelen te doen laten verdwijnen. Al snel worden deze moorden opgemerkt door de internationale politie en verantwoordelijk bevonden onder het pseudoniem Kira. Een detective zonder identiteit, die wordt aangesproken onder de naam L gaat op onderzoek uit om Kira te ontmaskeren.

## Rolverdeling
| Acteur            | Personage                              |
| ----------------- | -------------------------------------- |
| Nat Wolff         | Light Turner / Kira                    |
| Lakeith Stanfield | L                                      |
| Margaret Qualley  | Mia Sutton                             |
| Shea Whigham      | Rechercheur James Turner               |
| Willem Dafoe      | Ryuk (gezichts-motion capture en stem) |
| Jason Liles       | Ryuk                                   |
| Paul Nakauchi     | Watari                                 |